# José Levy
José Levy (Melilla, España, 1958) es un biólogo y periodista español. Desde 1989 se destaca como corresponsal jefe de la cadena de noticias estadounidense CNN en Israel, los Territorios Palestinos y el Medio Oriente. Levy también ha sido enviado especial en sucesos como la caída del Muro de Berlín, la caída de la Unión Soviética, la llegada del siglo XXI en Moscú, la muerte y la beatificación del papa Juan Pablo II, como así también la elección del papa Francisco.

## Biografía

### Inicios y estudios
José Levy nació en 1958 en Melilla, ciudad autónoma española situada en el norte de África. Con inicial vocación de dedicarse a la investigación en oncología, a los diecisiete años fue a estudiar biología y medicina a la Universidad de Barcelona, donde vivió la transición de la dictadura a la democracia en España. En 1978 obtuvo una beca para estudiar en Israel donde tras completar su doctorado en biología en la Universidad Hebrea de Jerusalén fue laureado con el premio Sheffield de Investigación de Cáncer.

### Periodismo
En 1983 comenzó a realizar trabajos periodísticos para medios de comunicación de España y de los Estados Unidos y desde 1989 informa para la programación en español de CNN, de la cual fue designado primero corresponsal jefe en el Medio Oriente y después corresponsal internacional principal. En 2009 fue nombrado profesor honorario de la Universidad Santa María en Venezuela, un año antes, se suma al Equipo de Corresponsales que refuerza las programaciones de CNN Chile, con notas desde Jerusalén.
Destacan sus coberturas de la enfermedad, fallecimiento y sepelio del papa Juan Pablo II, y la elección de su sucesor, Benedicto XVI. Previamente, siguió a Juan Pablo II en su peregrinación a la Tierra Santa, en sus visitas a Egipto y al Líbano, y estuvo presente en Roma durante el 25.º aniversario de su pontificado y en la beatificación de la Madre Teresa de Calcuta. Aunque religiosa y étnicamente José Levy es judío, tiene por privilegio informar sobre el papa Francisco, al que según uno de sus tuits considera un ser excepcional.
Ha seguido con especial énfasis el complejo, largo y sangriento conflicto palestino-israelí, los vuelcos políticos, así como el difícil proceso de paz y sus acuerdos. Se destaca también su cobertura de la muerte y funerales del presidente Hafez al-Assad de Siria, del rey Husein I de Jordania y del asesinado primer ministro israelí Isaac Rabin.
Otros eventos históricos que ha cubierto incluyen la caída del Muro de Berlín, el fin de la Unión Soviética, los ataques terroristas en Londres, en Madrid y el posterior vuelco electoral en España, los atentados en Turquía, Jordania y Egipto, las primeras elecciones democráticas iraquíes, la tragedia del submarino nuclear ruso Kursk; las crisis militares, políticas y económicas rusas, los terremotos en Turquía y Grecia, la crisis de refugiados en Macedonia, el ascenso al poder de la extrema derecha en Austria y el proceso de extradición de Augusto Pinochet.
Cubrió conferencias auspiciadas por las Naciones Unidas en El Cairo, Copenhague y Roma. También ha informado desde la Conferencia de Paz para el Oriente Medio en Madrid, desde la Cumbre Antiterrorista en Sharm el-Sheij, desde reuniones de la Liga Árabe en El Cairo y desde el Foro Económico Mundial en Davos. 
Levy logró la única entrevista concedida por el presidente cubano Fidel Castro el día de su primer encuentro con el papa Juan Pablo II en Roma. Ha conversado con destacados cardenales como Jorge Medina, Alfonso López Trujillo, Miguel Obando Bravo, Norberto Rivera y Javier Lozano-Barragán. Entre los líderes políticos latinoamericanos dialogó con Alberto Fujimori, Alejandro Toledo Manrique, Alan García, Violeta Chamorro, Vicente Fox, Ernesto Zedillo, Carlos Salinas, Ernesto Samper, Álvaro Uribe, Eduardo Frei, Sebastián Piñera, Óscar Arias, Laura Chinchilla, Porfirio Lobo, Leonel Fernández, Fernando de la Rúa y Rafael Correa. Del Medio Oriente, ha entrevistado a Yasser Arafat, Ariel Sharón, Isaac Rabin, Shimón Peres, Ehud Olmert, Benjamín Netanyahu, Isaac Shamir y el fundador del grupo palestino Hamás, Ahmed Yasín.